# レアンドロ・カブレラ

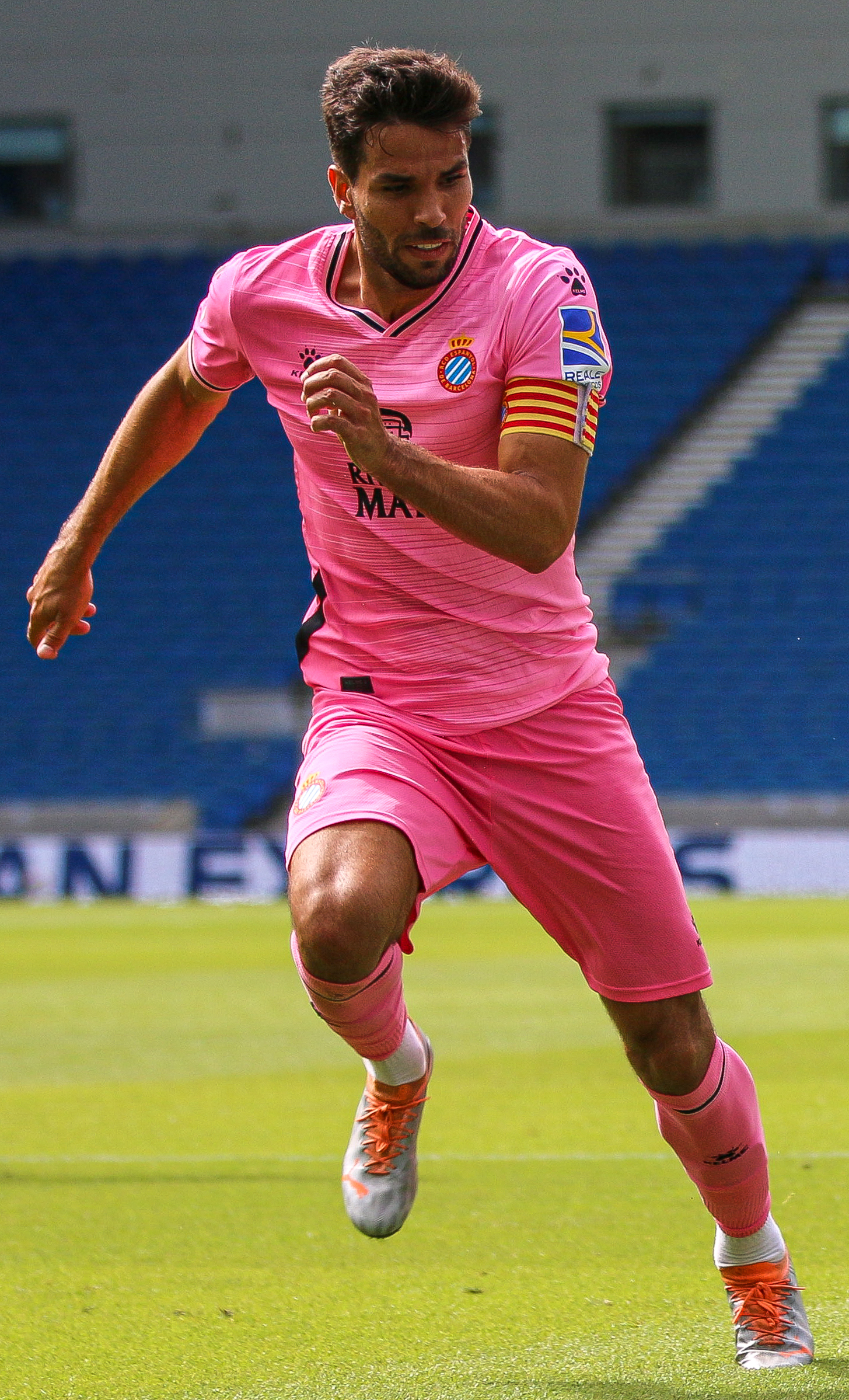
レアンドロ・カブレラ（2022年7月）

レアンドロ・ダニエル・カブレラ・サシア（Leandro Daniel Cabrera Sasía、1991年6月17日 - ）は、ウルグアイ・モンテビデオ出身のサッカー選手。RCDエスパニョール所属。ポジションはディフェンダー（センターバック、左サイドバック）。

## 経歴
2009年1月にベネズエラで開催された南米ユース選手権に出場し、パラグアイ戦で得点した。2009年6月、スペインのアトレティコ・マドリードに5年契約で移籍した。所有権はデフェンソール・スポルティングではなく代理人のダニエル・フォンセカが所持していたため、アトレティコは所有権の50%を受け取る代わりにフォンセカに150万ユーロを支払うこととなった。2010-11シーズンは外国人登録枠の都合等でレクレアティーボ・ウェルバにレンタル移籍した。2011年夏にはCDヌマンシアにレンタル移籍した。
2013-14シーズンはレアル・マドリード・カスティージャでプレー。2014年8月12日、同じウルグアイ人のカルロス・ディオゴと共にレアル・サラゴサに移籍することが決まった。

## タイトル

### クラブ
デフェンソール・スポルティング
- プリメーラ・ディビシオン : クラウスーラ2009

アトレティコ・マドリード
- UEFAヨーロッパリーグ : 2009-10